# IV Giochi dell'Asia orientale
I IV Giochi dell'Asia orientale si sono svolti a Macao dal 20 ottobre all'11 novembre 2005.

## Giochi

### Paesi partecipanti
Ai giochi hanno partecipato nove delegazioni nazionali:
- Cina
- Guam
- Hong Kong
- Giappone
- Macao
- Mongolia
- Corea del Nord
- Corea del Sud
- Taipei cinese

## Medagliere
| Pos.   | Paese          |     |     |     | Totale |
| ------ | -------------- | --- | --- | --- | ------ |
| 1      | Cina           | 127 | 63  | 33  | 223    |
| 2      | Giappone       | 46  | 56  | 77  | 179    |
| 3      | Corea del Sud  | 32  | 48  | 65  | 145    |
| 4      | Taipei cinese  | 12  | 34  | 26  | 72     |
| 5      | Macao          | 11  | 16  | 17  | 44     |
| 6      | Corea del Nord | 6   | 10  | 20  | 36     |
| 7      | Hong Kong      | 2   | 2   | 9   | 13     |
| 8      | Mongolia       | 1   | 1   | 6   | 8      |
| 9      | Guam           | 0   | 0   | 1   | 1      |
| Totale | Totale         | 237 | 230 | 254 | 721    |